# Haus Hemer

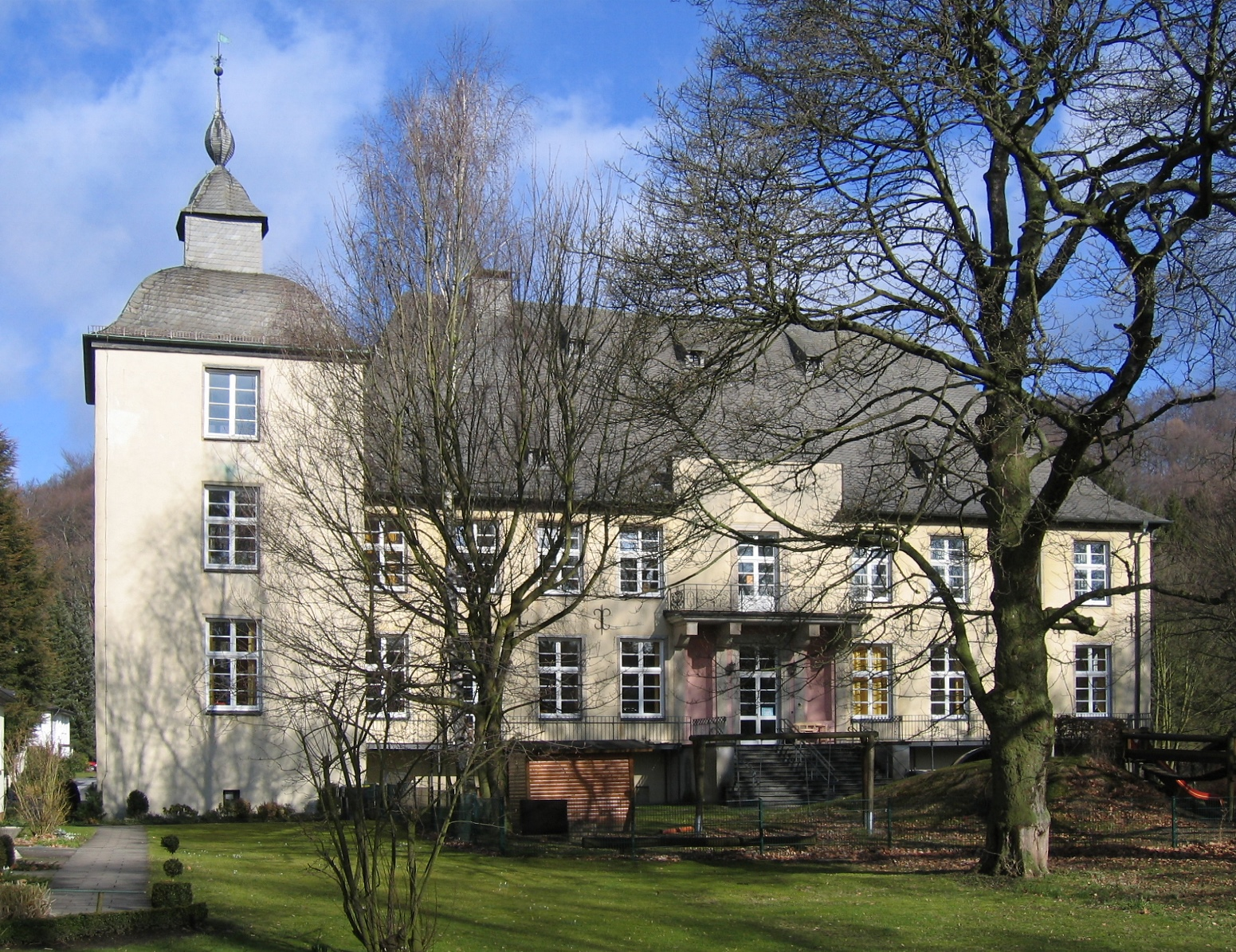
Haus Hemer

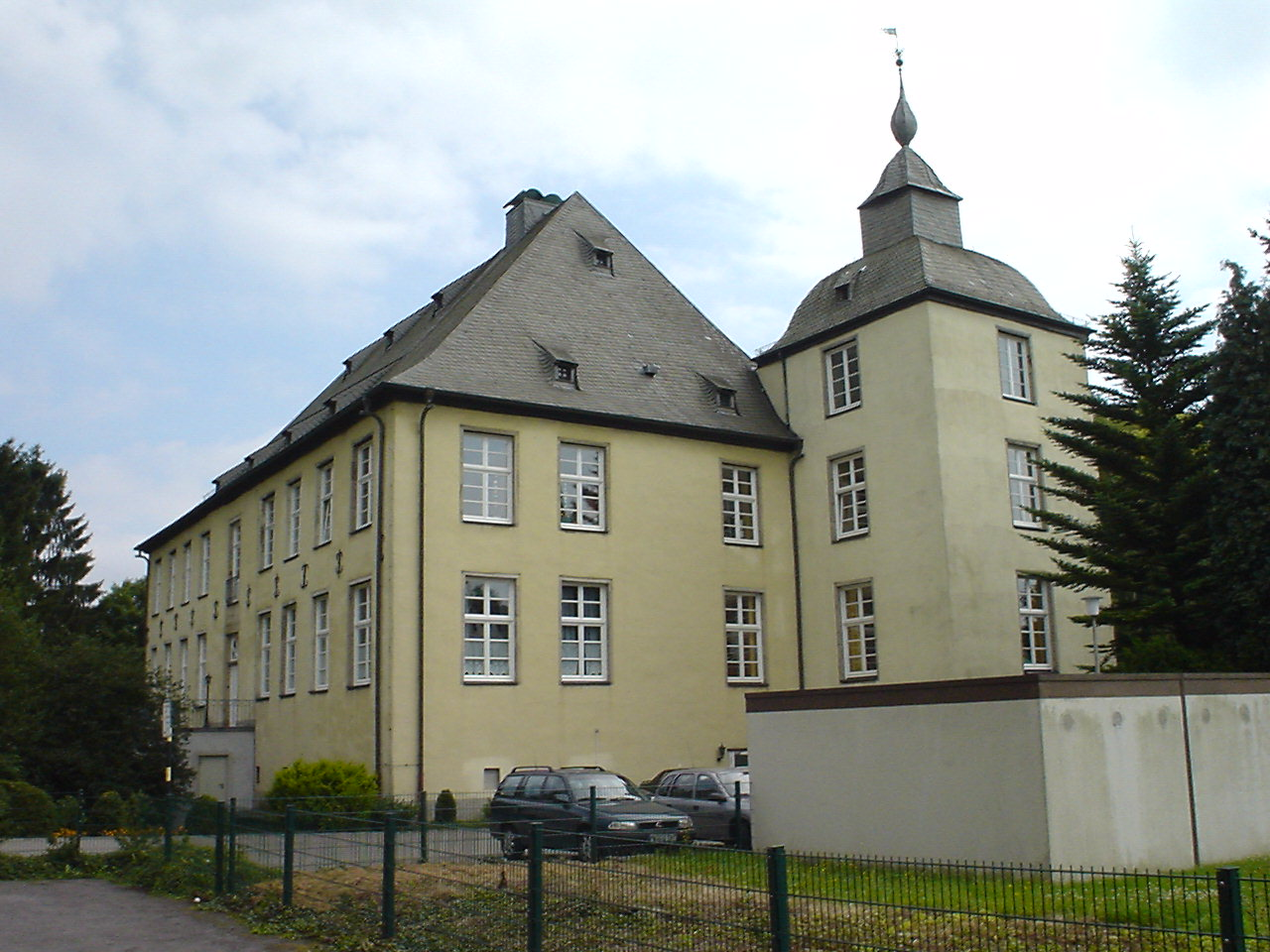
Haus Hemer

Haus Hemer ist ein Herrenhaus in Hemer. Es geht auf einen Oberhof zur Versorgung des Klosters Grafschaft aus dem 11. Jahrhundert zurück. Der heutige Bau stammt im Wesentlichen aus dem 17. Jahrhundert. Gemeinsam mit dem umliegenden Gebäudekomplex bildet Haus Hemer einen Ortsteil der Stadt.

## Geschichte
Erstmals erwähnt wurde der Besitz neben dem Hedhof und Brelen 1072 als einer der Oberhöfe der Erzbischöfe von Köln im Raum Hemer. Anno II. übertrug damals in einer Urkunde den Oberhof Hademare an das neu gegründete Kloster Grafschaft als Versorgungsgut. Über die weitere Entwicklung gibt es nur wenige Angaben. Erst 1452 taucht das Gut wieder in den Quellen auf. Zu dieser Zeit war es ein Rittergut innerhalb des Herzogtums Kleve-Mark, aber noch immer Lehnsgut von Grafschaft. Besitzer war die Familie von Höcklinghausen. Später ging der Besitz an die Familie von Böckenförde genannt Schüngel über. In der Folge fiel der Besitz im Erbgang an weitere Mitglieder dieser Familie als Eigentümer, ehe es Dietrich Ovelacker, damals Drost von Altena und Iserlohn, kaufte.
Dieser ließ die Anlage bis 1614 in die im Wesentlichen noch gegenwärtig sichtbare Form umgestalten. Durch Erbe fiel das Haus an die Familie Wachtendonk, die es bis 1664 besaß. Danach fiel es an die Familie von Brabeck. Diese hatte den Besitz bis 1812, als Carl Heinrich Löbbecke ihn erwarb. Die Familie Löbbecke verkaufte das Herrenhaus und den zugehörigen Park 1957 an die katholische Kirchengemeinde St. Peter und Paul, die es bis 1980 als Kinderheim nutzte. Heute dient Haus Hemer der Kirchengemeinde als Gemeindezentrum, Kindergarten und auch von Dritten mietbarer Veranstaltungssaal.

## Anlage

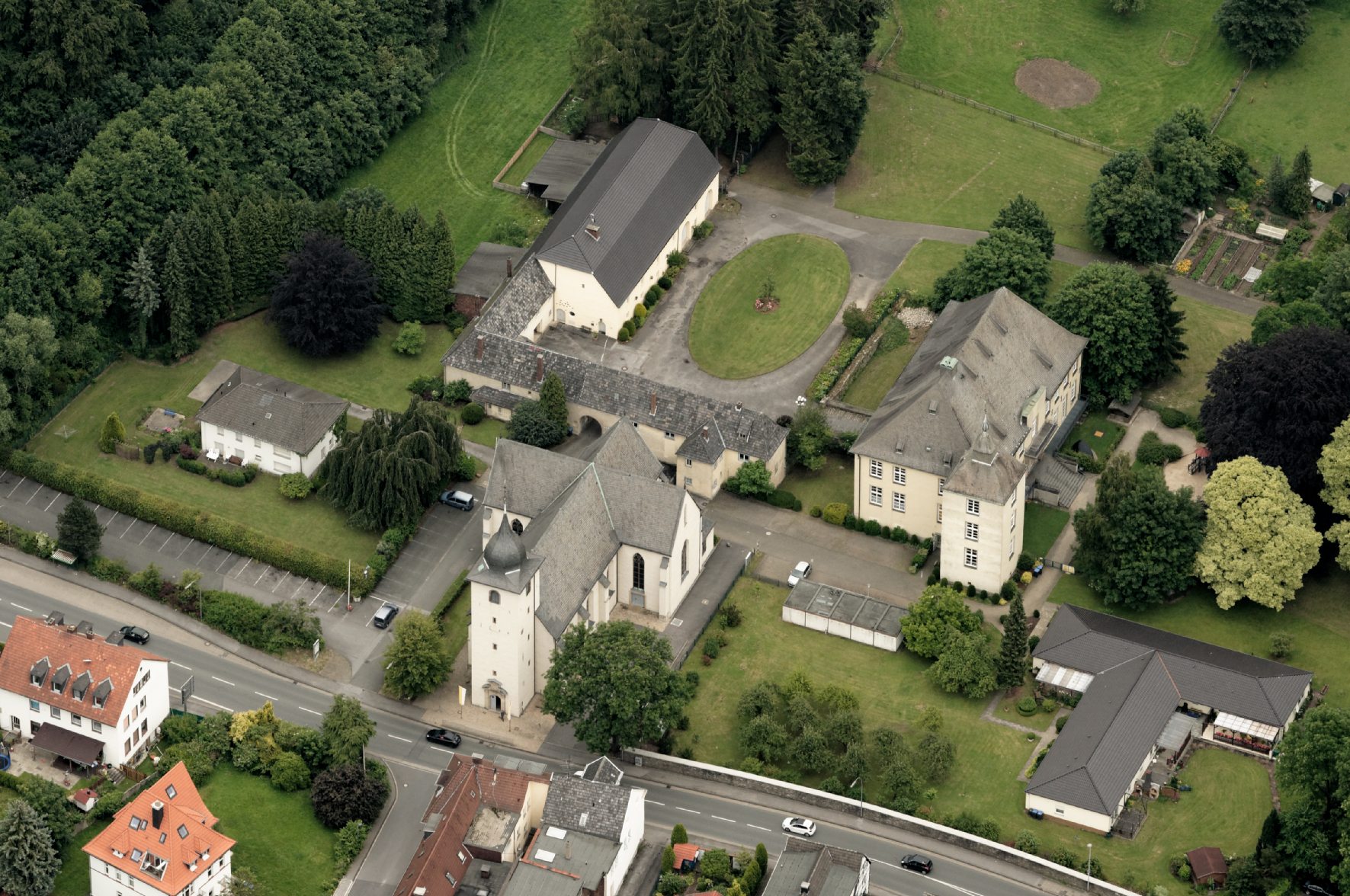
Haus Hemer mit Nebengebäuden und der Kirche St. Peter und Paul

Ursprünglich war Haus Hemer im 17. Jahrhundert als Wasserschloss errichtet worden. Heute sind die Wassergräben trocken gefallen. Eine Brücke erinnert an die frühere Situation. Das Herrenhaus ist zweigeschossig und rechteckig. Es verfügt über einen quadratischen Eckturm mit welscher Haube. Die Nebengebäude stammen aus dem 18. Jahrhundert.
Haus Hemer mit Nebengebäuden wurde 1983 in die Denkmalliste der Stadt Hemer eingetragen.